# 名誉班長
名誉班長（めいよはんちょう）とは特定の組織において名誉職として任じる班長職或いは栄誉称号・名誉称号の一種。

## 消防団における名誉班長
宮崎県西米良村では西米良村名誉消防団員条例の中で栄誉称号として名誉班長を規定しており、30年以上消防団員として勤続し、班長の階級を最後に退団した者に対し、村長が議会の承認を得て名誉班長の称号を授与されている。上位の称号に名誉団長、名誉副団長、名誉部長、下位の称号に名誉団員がある。

## 警察署のイメージキャラクターとしての名誉班長
韓国の警察署が芸能人に付与するイメージキャラクターの職名のひとつ。2015年11月26日、映画「悪のクロニカル」で警察の強力班長役を演じた俳優ソン・ヒョンジュに対し、ソウル市にある江南警察署から名誉強力班長に任命し、刑事の努力を世に知らしめる活動を付与したことが報じられた。

## 地縁組織における名誉班長
韓国の都市部では日本統治下時代から洞や里の下に班という組織が置かれ、近代に至るまで官製の上意下達型の組織として存在していた。その中で、1976年に韓国政府機関である内務部から「班常会運営強化指針」が出され、班単位で任命する名誉班長または班長の自宅に定期的に集まる班常会が制度化されていたという。かつては行政職員たる邑、面、洞の長が2か月交代で知名人を名誉班長に任命する取り組みがあったとされる。

## 物語上に登場するキャラクターの役職としての終身名誉班長
物語で登場するブラック工場の役職の一つ。2015年10月から2016年3月までテレビ東京、テレビ大阪、テレビ愛知、AT-X、BSジャパン、ニコニコ動画にて放送されたテレビアニメ「おそ松さん」では、主人公おそ松君こと松野おそ松の兄弟で松野家の四男 松野一松が第2話「就職しよう」で就職したブラック工場から任命されていた役職であり、物語上では、そのマイペースでニヒルなキャラクターを引き立たせている。